# Gerda von Staehr
Gerda von Staehr (* 4. Februar 1936 in Wuppertal-Elberfeld) ist eine deutsche Erziehungswissenschaftlerin und Geschichtsdidaktikerin.

## Leben
Gerda von Staehr absolvierte nach dem Abitur (1955) zunächst eine Ausbildung zur landwirtschaftlich-technischen Assistentin.
Während eines mehrjährigen Brasilienaufenthaltes war sie u. a. als Chefsekretärin in São Paulo tätig. Von 1962 bis 1967 arbeitete sie als Sekretärin, Übersetzerin und Dolmetscherin bei der Brasilianischen Botschaft, Handelsabteilung, bzw. als Sachbearbeiterin für Entwicklungsprojekte im Latein-Amerika-Zentrum in Bonn.
Nach einem Studium an der Pädagogischen Hochschule, Abteilung Rheinland in Bonn und der Universität Regensburg der Fächer Erziehungswissenschaft, Geschichte, Germanistik, Arbeitslehre sowie Politische Wissenschaften und Öffentliches Recht, die sie mit dem 1. und 2. Staatsexamen für das Lehramt an Grund- und Hauptschulen abschloss, war sie zunächst Förderassistentin an der Pädagogischen Hochschule in Bonn. Nach der Promotion war sie dort als Wissenschaftliche Assistentin tätig.
Von 1979 bis zum Eintritt in den Ruhestand 2001 war sie "Professorin für Erziehungswissenschaft unter besonderer Berücksichtigung der Didaktik der Geschichte" an der Universität Hamburg.

## Veröffentlichungen (Auswahl)
- Kritische Theorie und politische Didaktik, Bonn-Bad Godesberg: Verlag wissenschaftliches Archiv,  1973. Keine ISBN.
- Zur Konstituierung der politisch-historischen Didaktik. Der Zusammenhang von Geschichtstheorie, Curriculumtheorie und Lerntheorie für die Planung des historisch-politischen Unterrichts, Frankfurt/M.: Haag + Herchen, 1978. ISBN 3-88129-131-8
- (Zusammen mit Horst-Wilhelm Jung:) Historisches Lernen. Didaktik der Geschichte, Köln: Pahl-Rugenstein, 1983. ISBN 3-7609-0770-9
- (Zusammen mit H.-W. Jung:) Historisches Lernen II. Methodik der Geschichte. Mit einem Unterrichtsmodell, Köln: Pahl-Rugenstein, 1985. ISBN 3-7609-0956-6
- (Zusammen mit H.-W. Jung:) Historische Friedensdidaktik: Konzeption und Modelle; Lernmodell: Kriegsursachen; Lernmodell: Die "Stalin-Noten" von 1952, Hamburg: Ergebnisse, 1989. ISBN 3-925622-53-5
- (Zusammen mit H.-W. Jung, Hrsg.:) Historisch-politisches Lehren und Lernen. Geschichte – Standpunkte – Erfahrungen, Hamburg: Lit, 1999. ISBN 3-8258-4474-9.

| Personendaten    | Personendaten                                                   |
| ---------------- | --------------------------------------------------------------- |
| NAME             | Staehr, Gerda von                                               |
| KURZBESCHREIBUNG | deutsche Erziehungswissenschaftlerin und Geschichtsdidaktikerin |
| GEBURTSDATUM     | 4. Februar 1936                                                 |
| GEBURTSORT       | Wuppertal-Elberfeld                                             |